# Нотр-Дам-де-л’Озье
Нотр-Дам-де-л'Озье (фр. Notre-Dame-de-l'Osier) — коммуна во Франции, находится в регионе Рона — Альпы. Департамент коммуны — Изер. Входит в состав кантона Сюд Грезиводан. Округ коммуны — Гренобль.
Код INSEE коммуны — 38278. Население коммуны на 2012 год составляло 480 человек. Населённый пункт находится на высоте от  до  метров над уровнем моря. Муниципалитет расположен на расстоянии около 470 км юго-восточнее Парижа, 75 км юго-восточнее Лиона, 27 км западнее Гренобля. Мэр коммуны — Алекс Врише-Бийе, мандат действует на протяжении 2014—2020 гг.
Динамика населения (INSEE):